# Lianyuan
Koordinaten: 27° 42′ N, 111° 40′ O
Die Stadt Lianyuan (涟源市,  Liányuán Shì) ist eine kreisfreie Stadt der bezirksfreien Stadt Loudi im Zentrum der chinesischen Provinz Hunan. Sie hat eine Fläche von 1.895 Quadratkilometern und zählt 986.100 Einwohner (Stand: Ende 2018). Regierungssitz ist das Straßenviertel Lantian 蓝田街道.

## Administrative Gliederung
Auf Gemeindeebene setzt sich die kreisfreie Stadt aus einem Straßenviertel, fünfzehn Großgemeinden und vier Gemeinden zusammen. 　　